# Проскурня Сергій Владиславович
Сергій Владиславович Проскурня (28 листопада 1957, Львів — 1 лютого 2021) — український театральний режисер, продюсер, лауреат премій Національної спілки театральних діячів України «Експеримент» (2001) та імені Сергія Данченка (2017).

## Життєпис
1957 — 1979
Батьки — Проскурня Владислав Андрійович (1934—2007), Проскурня Емілія Олександрівна (нар. 1936) — інженери.
Музичну освіту починав по класу скрипки у Львівській дитячій музичній школі № 2 (клас Льва Івановича Смірнова). У 1969 році сім'я переїхала до Черкас, де Сергій продовжив навчання у класі Анатолія Федоровича Сілкіна. Закінчив 8 класів у Черкаській середній школі № 8. 1973 року вступив до Черкаського державного музичного училища імені С.Гулака-Артемовського, яке закінчив 1977 року по класу альта (клас Маргарити Коновалової).
Брав участь у створенні камерного оркестру під керівництвом Володимира Мусенка. Паралельно з навчанням музики брав участь у всіх театральних гуртках та студіях Черкас, писав пісні та музику для вистав Черкаського обласного музично-драматичного театру імені Тараса Шевченка, але художня рада театру цю музику не прийняла. Створив радіостудію Черкаського музучилища, організовував театралізовані вечори та концерти. Постійно відвідував Москву та Ленінград, де спостерігав театральне та музичне життя.
1976 року обрав своїм духовним вчителем режисера Анатолія Ефроса та відвідував його репетиції в Московському театрі на Малій Бронній. Робив спроби вступу на акторські відділення театральних інститутів Москви (у репертуарі — монолог Сальєрі з маленької трагедії Пушкіна «Моцарт і Сальєрі»), але невдало. Саме Анатолій Ефрос став його «хрещеним батьком» у режисурі.
Навчальний рік 1977—1978 працював учителем за класом скрипки й загального фортепіано в Черкаській дитячій музичній школі № 1.
У квітні 1978 відвідав у Москві гастролі «Балету ХХ сторіччя» Моріса Бежара, що сильно позначається на подальшому формуванні творчої особистості (згодом, 1999 року, під час гастролей у Києві, познайомився з Морісом Бежаром).
1978—1980 — служба в армії в Харкові (будівельні загони). Знайомство з оперним режисером Ігорем Черничком і з родиною Романа Олексійовича Черкашина та Юлії Гаврилівни Фоміної. З того часу — постійне спілкування з Черкашиними-Губаренко, зацікавлення творчістю та спадщиною Леся Курбаса. В армії, окрім роботи на будівництві Харківського тракторного та турбінного заводів, став керівником художньої самодіяльності та одержав дозвіл на відвідання спеціалізованої театральної бібліотеки імені Станіславського — починається підготовка до вступу на факультет режисури.
Взимку 1979, під час її гастролей у Харкові, познайомився з Оленою Камбуровою.
1980-ті
Під «знаком Курбаса» 1980 року на відмінно здав вступні іспити до Київського державного інституту театрального мистецтва імені Івана Карпенка-Карого на акторсько-режисерський курс професора Леоніда Артемовича Олійника та Сергія Данченка, викладач майстерності актора — Ада Роговцева.
Ініціював низку мистецьких акцій, в тому числі присвячених Олександру Блоку, Пабло Пікассо, Ліні Костенко. Відвідував заняття зі сценографії у Данила Лідера та Михайла Френкеля. Став постійним учасником творчої лабораторії молодих режисерів і сценографів Українського театрального товариства (УТТ, згодом СТД), відвідував режисерські лабораторії у Москві, Ленінграді, Ризі, Мінську.
У рамках діяльності театру «Дружба» (1982) познайомився з Робертом Стуруа та Гією Канчелі, відтоді постійно спілкується з ними (у 1998, 2001 роках організовував у Києві гастролі Театру імені Шота Руставелі, а в 2001 році — авторський концерт Канчелі).
Відвідував гастролі всіх оперних театрів у Києві (берлінської «Коміше опер», Московського камерного музичного театру під керівництвом Бориса Покровського тощо). Особливу увагу відчував з боку оперного та театрального режисера Ірини Молостової.
Від 1981 року організовував концерти Олени Камбурової у Києві.
Почав публікувати у пресі замітки та рецензії. В журналі «Дружба народов» вийшла стаття-протест проти ідеологічного свавілля та знищення скульптурної композиції Ади Рибачук та Володимира Мельниченка у комплексі київського крематорію.
З початку сезону 1983 року Сергій Данченко запросив Сергія Проскурню режисером до Державного академічного драматичного театру імені Івана Франка (у театральному інституті одержав право вільного відвідування).
У 1983—1987 роках брав участь у постановках вистав «Енеїда» (за Котляревським) та «Вибір» (за Бондарєвим) (постановник Сергій Данченко), «Герой Заходу» (за Сінгом) і «Сімейний детектив» (за Синельниковим; постановник Володимир Оглоблін).
З 1984 почав викладати майстерність актора та режисера на курсах Леоніда Артемовича Олійника та Сергія Володимировича Данченка.
У 1987 році спільно з Адою Роговцевою поставив дипломну виставу «Чайка» (за Чеховим), у якій в ролі Треплєва дебютує Остап Ступка.
З 1988 року — контракт викладача не продовжений на підставі політичних звинувачень.
Весною 1984 року дебютував як режисер-постановник комедією Мольєра «Месьє де Пурсоньяк» на сцені Черкаського обласного муздрамтеатру ім. Т.Шевченка (декорації та костюми — спільно з Данилом Нарбутом). Вистава стала маніфестом молоді театру та міста.
З 1984 року вів активну діяльність щодо повернення в Україну Леся Танюка, а після його повернення спільно з ним і сценографом Володимиром Карашевським брав участь в організації серії «Київських театральних вечорів» (1986—1988), в тому числі — дебюту поетичної групи «Бу-Ба-Бу» (Юрій Андрухович, Олександр Ірванець, Віктор Неборак); у вечері, присвяченому 100-річчю від дня народження Леся Курбаса; вечері, присвяченому 70-річчю Данила Лідера.
1985 року створив (спільно зі сценографом Володимиром Карашевським) виставу «Камо» за драматичною поемою Олександра Левади у Київському театрі поезії. Вистава йшла у музеї «Золоті Ворота». Одержав диплом І ступеня за найкращу режисуру у фестивалі-конкурсі, присвяченому XXVII з'їзду КПРС. Після 4 показів виставу заборонили за авангардне трактування ролі революціонера.
У 1985 році у с. Болотня познайомився з Марією Примаченко та Юрієм Ростом, який постійно приїздив до родини художниці.
Протягом 1985—1987 років працював у Театрі імені Івана Франка як стажист—студент Вищих режисерських курсів при Міністерстві культури СРСР.
Ніна Новоселицька запросила до співпраці у Студії драматичного мовлення Українського радіо, де з 1986 ставив радіовистави («Одержима» та «Осіння казка» за творами Лесі Українки, «По дорозі в казку» Олександра Олеся, «Дума про братів неазовських» за драматичною поемою Ліни Костенко), які увійшли у фонд УР. Музику для усіх вистав створює Юрій Шевченко. У виставах за участю Богдана Ступки, Ади Роговцевої, Костянтина Степанкова, Лариси Кадирової, Василя Вовкуна, Лариси Хоролець, Наталії та Ольги Сумських, Богдана Бенюка, Олексія Богдановича та інших читав текст від автора. Радіо-вистава «Одержима» за драматичною поемою Лесі Українки (у перекладі російською) 1993 одержала Гран-прі конкурсу радіовистав країн СНД.
З 1986 року очолював Молодіжну секцію УТТ-СТД та активно лобіював створення нових театрів-студій. Організував низку творчих лабораторій і майстер-класів. Виступив одним із організаторів у Києві Всесоюзного фестивалю «Література на сцені», під час якого познайомився з Еймунтасом Някрошюсом.
З травня 1986 року постійно відвідував с. Болотню, де (за 35 км від ЧАЕС) продовжувала творити Марія Примаченко. 1987 року опублікував дослідження «Сни і картини Марії Примаченко» у журналі «Декоративное искусство СССР».
14 січня 1987 року дізнався про смерть Анатолія Ефроса. Того дня Проскурня у Тбілісі брав участь у відзначенні 100-річчя режисера-новатора, побратима Леся Курбаса — Сандро Ахметелі. Того ж дня познайомився з Сергієм Параджановим, до якого перейшла лінія духовного наставництва.
Влітку 1987 року відновлено виставу «Камо» — спеціально для одного показу в програмі Всесоюзного фестивалю експериментальних вистав у Тбілісі. Там виставу дивився Сергій Параджанов, який дав режисеру та сценографу високу оцінку.
У серпні 1987 року знявся в ролі Вчителя у дебютному фільмі Сергія Маслобойщикова — «Сільський лікар» за Францом Кафкою.
Літо 1993 — продовження співпраці з Сергієм Маслобойщиковим — зйомки в ролі Вчителя у фільмі «Співачка Жозефіна та мишачий народ» за новелами Франца Кафки.
У 1988—1990 роках з колективом Першого українського театру для дітей та юнацтва (Львів) поставив дилогію Богдана Стельмаха «І золотої, й дорогої… / Тарас» про дитячі та юнацькі роки Тараса Шевченка (музика Богдана Янівського).
Влітку 1988 року в Києві провів серію хеппенінгів на екологічну тему «Віримо, що не помремо», яка стала заявкою на створення Українського театру-студії «Будьмо!» (перший директор — драматург Ярослав Стельмах). У рамках діяльності театру здійснив постановки: «Вертеп» («Святий вечір добрим людям!», (етно-реконструкція за участю Державної академічної чоловічої хорової капели імені Левка Ревуцького, 1989); «Дума про братів неазовських» за драматичною поемою Ліни Костенко (1990), «Регіт» за екзистенційною драмою Богдана Бойчука (в головній ролі Поета — Василь Вовкун, 1991); «Друже Лі Бо, брате Ду Фу» за п'єсою Олега Лишеги (1992), «Одержима» Лесі Українки з Ельдою Бец (Німеччина) в ролі Міріам (1994). У виставах використано винятково живу музику (музичні керівники — композитори Петро Товстуха та Алла Загайкевич). Театр-студія «Будьмо!» проіснував до 1995, за цей час показав свої вистави у Львові та провів гастролі у Німеччині, Польщі, Словаччині, Чехії, брав участь у міжнародних театральних фестивалях у Модені (Італія), Лозанні (Швейцарія), Варшаві, Білостоку та Гданську (Польща).
У 1988—1989 роках брав участь у розробці концепції Всеукраїнського фестивалю популярної пісні та сучасної музики «Червона рута», був співавтором сценарію (спільно з Кирилом Стеценком і Олександром Ірванцем) і головним режисером 1-го фестивалю у Чернівцях (вересень 1989).
Був одним із засновників театрального фестивалю у Львові і дав йому назву «Золотий лев» (жовтень 1989).
1989 — початок роботи над сценарієм телефільму-вистави «Мина Мазайло» за комедією Миколи Куліша (спільно з Лесем Танюком). Зйомки на студії «Укртелефільм» протягом квітня 1990 — травня 1991 років. Оператор — Микола Гончарук, композитор — Петро Товстуха. У ролях: Валерій Івченко, Наталя Лотоцька, Віталій Розстальний, Вікторія Корсун, Лариса Кадирова та інші. Дебют у кіно Віталія Лінецького.
25-28 листопада 1989 року — остання зустріч у Тбілісі з Сергієм Параджановим.
1990-ті
Співавтор концепції (спільно з Олесем Бердником) та головний режисер фестивалю «Собор Української Духовної Республіки» (6-8 липня 1990, Коломия). Постановка на пленері драматичної поеми Віри Вовк «Іконостас України» за участю Богдана Ступки, Наталії Наум, Івана Гаврилюка, Наталії Сумської та інших акторів кіно і театру. Масовка — 1500 осіб. Музика — Ярослав Хомик, костюми — Остап Патик. 25 тисяч глядачів у природному амфітеатрі на Воскресенецькій горі над рікою Прут.
25 липня 1990 року — участь у похороні Сергія Параджанова в Єревані.
1990 — автор концепції та головний режисер I Фестивалю нетрадиційних жанрів мистецтва «Вивих» (Львів). Перформенс «Прокидання поезії» на сцені Львівської опери. Акції спільно зі Студентським братством Львова. Повернення до Києва та участь у студентських протестах — «революції на граніті» (відповідальний за культурну програму на підтримку голодувальників).
Листопад 1990 — перша поїздка до Нью-Йорку та початок співпраці з «Яра» — мистецькою групою Вірляни Ткач, резидента Експериментального театрального клубу «Ля Мама». Початок творчих взаємин з «генієм американської культури», творцем оф-оф-Бродвею — Елен Стюарт.
28 листопада 1990 — відвідання опери «Саломея» Ріхарда Штрауса у Метрополітен-опера.
У 1991, 1992 роках організував за принципом культурного обміну з Центром вивчення творчості Єжи Гротовського і театральних пошуків (Вроцлав, Польща) «Дні Леся Курбаса у Польщі» та «Дні Єжи Гротовського в Україні» (Київ, Львів, Харків).
Травень 1992 — другий фестиваль «Вивих» (Львів). У його програмі — грандіозний хеппенінг «Похорон біди» та постановка на сцені Львівської опери вистави—поезоопери «Крайслер імперіал» за творами поетичної групи «Бу-Ба-Бу».
Від березня 1992 року створив і провів 11 міжнародних театральних фестивалів-лабораторій «Мистецьке березілля» (останній відбувся у жовтні 2003). За ці роки у фестивалях взяли участь 330 театрів із 23 країн світу та з 21 міста України. У тому числі: танцюрист Буто — Тадаші Ендо (Японія-Німеччина, 1994, 2001); театр «Сочіетас Раффаелло Санціо» Ромео Кастелуччі (Італія, 1995); Театр Романа Віктюка (Росія, 1995, 2001); театр «Мена Фортес» Еймунтаса Някрошюса (1995); театр класичної японської комедії Кьоген (12 і 13 генерації династії Шігеяма, 1996); Театр «Ліцедєї» та Московський ТЮГ з виставою Ками Гінкаса (Росія, 1996); Янтайська трупа Пекінської опери (1997); Балет міста Бордо під орудою Карлотти Ікеда (2000); Бурятський театр опери та балету (Улан-Уде, 2001). Під час фестивалів відбулись прем'єри вистав Олексія Ратманського, Тадаші Ендо, Ніни Матвієнко, Георгія Ковтуна, Романа Віктюка, Вірляни Ткач, власні постановки. Було виконано трансцендентний твір Мауріціо Кагеля «Акустика». 1996 відбулась виставка малюнків Тадеуша Кантора та була започаткована співпраця з фондом його імені (Польща). Під час фестивалів 1999—2001 співпрацював із Міжнародним фондом «Відродження».
Під час фестивалю «Мистецьке березілля. Музика» (1997) виконав із Національним симфонічним оркестром України музичну казку Сергія Прокоф'єва «Петрик і вовк» (у власному перекладі українською), де об'єднав функції диригента та актора-оповідача.
Під час гастролей театру-студії «Будьмо!» в Мюнхені (Німеччина) у грудні 1992 — січні 1993 створив кілька програм української редакції Радіо Свобода, в тому числі радіовиставу за комедією Володимира Діброви «Короткий курс» з Еммою Андієвською «від Автора».
У 1993 року виступив співзасновником Мистецького об'єднання «Дзиґа» у Львові та протягом наступних 15 років співпрацював із ним.
1993—1996 — тісна співпраця театру-студії «Будьмо!» з театрами «Снеп» (Велика Британія), «Шпільверк» (Німеччина) та «Дель Соле» (Італія) в проєкті «Новий театр для нової Європи». Постійні обміни театральним досвідом, майстер-класи та спільні вистави для дитячих аудиторій: дітей-інвалідів із синдромом Дауна, глухонімих та різних за соціальним статусом груп дітей у країнах-учасницях проєкту.
Організував у Києві фестивалі однієї п'єси: «Одержима» Лесі Українки (1994) та «Чекаючи на Годо» Семуеля Беккета (1995) за участю театрів Білорусі, Литви, Молдови, Німеччини, Румунії, Угорщини, України.
У липні 1995 запрошений тодішнім директором Міжнародної школи україністики Григорієм (Джорджем) Грабовичем до Гарвардського університету (США) — провести семінар на тему «Альтернативна культура сучасної України».
У серпні 1996 запрошений Джоном Роквелом, директором фестивалю у Лінкольн-центрі (Нью-Йорк) на бенефіс 80-ліття Єгуді Менухіна у «Еврі Фішер Холлі». У листопаді того ж року, на запрошення уряду США, серед представників 49 країн, брав участь у міжнародному семінарі «Перемога театру» у Зальцбурзі (Австрія), де познайомився з Артуром Міллером.
У жовтні—грудні 1996 організував ювілейні заходи з нагоди 60-річчя Романа Віктюка. У проєкт «Роман Віктюк: опанування віком» входили ювілейний вечір у Львівській опері 28 жовтня та фестиваль у Києві за участю театрів Романа Віктюка, Московського художнього театру імені Максима Горького (Москва), Театру на Фонтанці та Театру юного глядача (Санкт-Петербург). У листопаді-грудні 1997 року на телеканалі СТБ вийшли телевізійні версії всіх вистав фестивалю.
1998—1999 — спільно з Мистецьким об'єднанням «Дзиґа» провів у Львові міжнародний артпроєкт «Гранди мистецтва у Львівській опері» за участю Гідона Кремера (скрипка) та камерного оркестру «Кремерата Балтика», Олександра Князєва (віолончель), Ліани Ісакадзе та Сергія Стадлера (скрипка), Наума Штаркмана та Володимира Крайнєва (фортепіано), Ольги Швайгер (надвисоке сопрано). Спеціально для цього проєкту був створений Фестивальний оркестр під керівництвом Романа Кофмана. В рамках проєкту відбулись виступи Чоловічого балету Валерія Михайловського, Ілзе Лієпи, Марка Перетокіна, Вадима Писарєва тощо. Відбулось концертне виконання опери Глюка «Орфей та Еврідіка» за участю Еріка-Міруерт Курмангалієва, показ вистави Романа Кофмана за оперою «Кармен», прем'єра вистави Романа Віктюка «Бульвар Сан-Сет» за участю Ади Роговцевої. Проєкт супроводжували майстер-класи та відкриті репетиції для мистецької молоді Львова.
Протягом років брав участь у проведенні майстер-класів і тренінгів для українських НДО в галузі культури за підтримки МФ «Відродження». Неодноразово зустрічався зі засновником Фонду — Джорджем Соросом і дискутував із ним щодо проблем розвитку недержавного сектора культури в Україні. Брав участь у створенні Всеукраїнської асоціації НДО в культурі (проіснувала до 2005 року). Запрошений до участі в правлінні Центру сучасного мистецтва Сороса при Національному університеті «Києво-Могилянська Академія» (1999–2003) та брав участь у підготовці виставок Енді Ворхола, Іллі Кабакова, Йозефа Бойса тощо.
2000-ні
Вересень 2000 (Краків, Польща) — в рамках співпраці з Фондом Тадеуша Кантора бере участь у заходах, присвячених 10-річчю від дня смерті режисера. Знайомство з Робертом (Бобом) Вілсоном, американським режисером і сценографом. Наступні зустрічі з Бобом Вілсоном у рамках Міжнародних театральних фестивалів імені Чехова у Москві (2002, 2004).
2001—2002 у рамках проєкту «Гранди мистецтва у Києві» (реалізувався не повністю) відбулись: авторський вечір композитора Гії Канчелі за участю Льва Маркіза (диригував Симфонічним оркестром Національної філармонії України), Юрія Башмета (альт), Дмитра Булгакова (гобой), Арно Борнкамфа (сопрано-саксофон); гастролі Театру імені Шота Руставелі; вистава «Тристан та Ізольда» за участю зірок балету Марсії Гайде та Ісмаеля Іво; концерт мультиінструменталіста Стефана Мікуса; гастролі Балету Анжелена Прельжокажа.
2001 — співпродюсер гастролей у Києві вистави Романа Віктюка «Примадонна» за участю Олени Образцової.
2001—2003 — співпраця з Лесем Танюком та Василем Вовкуном у структурі Національної спілки театральних діячів України. Брав участь у розробці проєкту Закону України «Про театр і театральну справу».
Брав участь у низці міжнародних конференцій та конгресів, у тому числі конгресах Міжнародної асоціації театральних критиків (AISTA / Бухарест, Румунія, 2003 та Сеул, Південна Корея, 2005) та конгресах Міжнародного інституту театру (ІТІ при ЮНЕСКО) в Афінах (2002) та в Манілі (2006).
Квітень-листопад 2003 — як автор сценарію та режисер зйомок брав участь у телевізійному проєкті «Дорогами України» (на замовлення Першого національного телеканалу та Укрзалізниці) — 25-серійного телефільму про туризм, культуру, мистецтво, традиції й інші принади регіонів України (7 місяців у експедиціях).
2001—2005 — провадив роботу щодо створення громадського руху «Форум творчої молоді України», кульмінацією якого стало проведення фестивалю «Бієннале актуального мистецтва України» (жовтень-грудень 2004; Всеукраїнська виставка «Діти трешу» у Національному художньому музеї України, концерти в Національній філармонії України). Мистецькі події стали співзвучними подіям «Помаранчевої революції», вилившись на площі та вулиці низкою перформенсів. Організував акцію «Різдво на Майдані» — інсталяція 27 ялинок (символ усіх регіонів України), грудень 2004 — січень 2005).
2004 — поставив власну інсценівку роману Вітольда Гомбровича «Фердидурке» з колективом Черкаського обласного муздрамтеатру імені Тараса Шевченка. Прем'єра — в рамках Міжнародного театрального фестивалю «Золотий лев» на сцені Львівської опери (2004). Виставу було показано в Центрі імені Всеволода Мейєрхольда у Москві (2005) та на фестивалі Гомбровича у Радомі (Польща, 2006), де інсценівку було визнано найкращою.
4 лютого 2005 — організував круглий стіл на тему «Політика в галузі культури: партнерство мистецької спільноти та держави» за участю представників усіх видів мистецтва і культури (Київ).
24 листопада 2005 — став членом Національної ради з питань культури і духовності при Президентові України, а з квітня 2008 очолював комісію Ради з питань захисту культурно-інформаційного простору.
2006 — за завданням Президента України Віктора Ющенка відновив традицію проведення Всесвітніх форумів українців, був директором, головним режисером і сценаристом IV Всесвітнього форуму українців у Києві (серпень). У програмі Форуму відбувся концерт за участю Вікторії Лук'янець та Андрія Шкургана. За диригентським пультом Національного симфонічного оркестру України стояв Кирило Карабиць.
З 2007 року провадить творчу діяльність у рамках ТОВ «Проскурня Продакшн», у тому числі репетиції вистави «Гаплик.com.ua» за творами Івана Карпенка-Карого та Леся Подерв'янського за участю телеведучих (проєкт тимчасово законсервовано). Організовує акторські тренінги для журналістів та телевізійних ведучих.
З грудня 2007 року входив до команди міністра культури і туризму України Василя Вовкуна, згодом став радником міністра на громадських засадах. Паралельно, за завданням міністра, протягом 2008 здійснив низку постановок і заходів, в тому числі присвячених Шевченківським дням, візиту Вселенського Патріарха Варфоломія І в Україну, Дню прапора, провів творчий вечір Неоніли Крюкової, програму «Стусове коло» (до 70-річчя від дня народження Василя Стуса), заходи до 100-річчя Марії Приймаченко, 100-річчя Степана Бандери та інші.
З січня 2008 року співпрацював з Міжнародним фондом оперних вистав (Нідерланди), виконував функцію продюсера від України під час міжнародного проєкту — постановки опери Бізе «Кармен» (прем'єра — 23 вересня у м. Бреда, Нідерланди). Після гастролей у 24 містах Бельгії і Голландії відбулась українська прем'єра вистави на сцені Національної опери України імені Тараса Шевченка (8-9 листопада 2008).
2009 — протягом 80 днів працював генеральним директором — художнім керівником Одеського національного академічного театру опери і балету. За цей час організував міжнародний фестиваль «Парад диригентів» і випустив «одеську» версію вистави «Кармен». Виступив головним режисером концерту мистецьких колективів Одеської області у Національному палаці «Україна». З вересня — створив антрепризу «Нова одеська опера» та продюсував постановку опери Моцарта «Дон Жуан» (прем'єра — 22 вересня у Королівській опері Нідерландів, Гаага; згодом успішно гастролювала Нідерландами, Бельгією й Іспанією).
У грудні 2009 в Черкаському академічному обласному музично-драматичному театрі ім. Т.Шевченка продюсував міжнародний проєкт — постановку комічної опери Йоганна Штрауса «Циганський барон» (у січні-лютому 2010 успішно гастролювала у Нідерландах і Бельгії).
2010-ті
У березні 2011 розпочав у Черкасах новий проєкт — постановку драматичної поеми-тетралогії Богдана Стельмаха «Тарас» (у 3 частинах), який тривав до 2014 року.
2013—2014 — втілив масштабний кінопроєкт «Наш Шевченко» (частину сюжетів знімав на Євромайдані). Розробив концепцію виставки «Шевченкоманія», яка тоді ж відбулася в Мистецькому Арсеналі (Київ).
9 березня 2014 з нагоди відзначення 200-річчя від дня народження Тараса Шевченка вийшов фільм Сергія Проскурні Тарас Шевченко. Ідентифікація.
Є режисером ораторії «З нами Бог». Цей твір, присвячений Героям Небесної Сотні та військовим, що воюють на сході України, був поставлений на Софіївській площі до 23-ї річниці Незалежності України.
Починаючи з 2015 режисерував святкові концерти до Дня незалежності України, новаторським рішенням С. Проскурні було включення до їх програми симфонічної музики, заради чого С. Проскурня запрошував диригента Кирила Карабиця. Проте окремі режисерські рішення С. Проскурні отримали гостру критику.
Так, у 2016 році в програмі концерту чільне місце займали твори російських композиторів М. Мусоргського, П. Чайковського, С. Прокоф'єва, що викликало гостру і емоційну критику Братів Капранових. Врешті режисер не оголосив твір Прокоф'єва, а Чайковського оголосив як «Петра Ільковича Чайку»
У 2017 році С. Проскурня запросив до участі в концерті російську співачку, екс-депутата Держдуми Росії М.Маскакову, що викликало, зокрема, риторичне питання Олексія Курінного — «Невже сім'я прихильників „русского міра“ для нас кращі й дорожчі ніж свої?»
Смерть
Помер 1 лютого 2021 року.
4 лютого 2021 р. у  Михайлівському Золотоверхому монастирі Православної Церкви України  відбувся похорон. Попрощатися із паном Сергієм прийшли   митрополит Епіфаній з єпископатом та духовеством, а також численні друзі померлого.
Пам'яті режисера творча група театру-студії «PROtest» після трирічної перерви відновили та зіграла виставу «The Zoo Story», зірані кошти від якої передали матері Серія Проскурні.

### Сім'я
Дружина — Діна Георгіївна Проскурня (з дому — Айманова, (нар. 1958), піаністка; одружилися в 1981 році, коли вона була студенткою Казанської консерваторії. Дочка — Анна (нар. 1985), закінчила аспірантуру факультету історії і теорії музики та композиції Національної музичної академії імені Петра Чайковського.

### Громадська позиція
У червні 2018 записав відеозвернення на підтримку ув'язненого у Росії українського режисера Олега Сенцова

## Режисерські роботи в театрі
- 1989/90 — дилогія «І золотої, й дорогої… / Тарас» про дитячі та юнацькі роки Тараса Шевченка Богдана Стельмаха (Перший український театр для дітей та юнацтва, м. Львів)
- 2008, 19 листопада — «Стусове коло» — літературно-музичний проєкт за участі Романа Семисала (Василь Стус), сестер Тельнюк[20][21]
- «Елеонора» монодрама за п’єсою Ґіґо Де Кьяра[22]

## Діяльність

### Фестивальний напрямок
- 1988 — 1989 — Розробка концепції Всеукраїнського фестивалю популярної пісні та сучасної музики «Червона рута», співавтор сценарію (спільно з Кирилом Стеценком і Олександром Ірванцем) та головний режисер I фестивалю у Чернівцях (вересень 1989)[23]
- 1992 — Засновник щорічного міжнародного театрального фестивалю «Мистецьке Березілля» (назва з'явилася спільно із Іваном Малковичем та Олександром Ірванцем)[24]

### Співпраця з християнськими церквами
Протягом тривалого часу співпрацював з ієрархами Української Православної Церкви Київського Патріархату, Української Греко-Католицької Церкви та інших конфесій. Серед найважливіших подій: аудіозапис і випуск книги «Дитяча Євангелія» (за участю актора Валерія Івченка та поета Івана Малковича, 1991), фестивалі «Українська Молодь Христові» у Львові (1993, 1995, 1997) та З'їзд Християнської Молоді України у Києві (1999), заходи візиту Вселенського Патріарха Варфоломія І в Україну, «Подячні Просфори» Патріарха Любомира Гузара" (2008, 2009, 2011), святкування УГКЦ 1025-річчя Хрещення України-Руси, заходи на честь освячення Патріаршого Собору в Києві і Урочиста Академія в Національному палаці мистецтв «Україна» 18 серпня 2013 року.

## Визнання і нагороди
- 2009 — орден «За заслуги» III ступеня — За вагомий особистий внесок у розвиток українського музичного мистецтва, високий професіоналізм та з нагоди 20-ї річниці проведення першого Всеукраїнського фестивалю сучасної пісні та популярної музики «Червона рута».[25]
- 2017 — орден «За заслуги» II ступеня — за значний особистий внесок у розвиток національної культури і мистецтва, вагомі творчі здобутки та високу професійну майстерність.[26]

## Публікації
Статті
- Сны и картины Марии // Декоративное искусство СССР, 1987
- Дорога скорботи. Рік тому не стало народної художниці Марії Приймаченко // День, № 156, 18.08.1998
- Політика зараз узурпувала театральну термінологію // День, № 118, 02.07.1999
- Поверить гармонией хаос («Два дня и две ночи новой музыки» в Одессе) // Столичные новости, № 212, 30.04.2002
- Чувство Сильвестрова // Столичные новости, № 233, 01.10.2002
- Мой Винсент // Столичные новости, № 257, 01.04.2003

Інтерв'ю
- «Ця пісня для мене найцікавіша». Розмовляла Валентина Грицук // Кіно-Театр, № 5, 1998
- «Левіафан Сергія Проскурні». Розмовляв Вадим Дишкант // День, № 85, 17.05.2001
- «Про тривання». Розмовляв Володимир Войтенко // Kino-Коло, № 11, осінь 2001
- «Нашу еліту треба виховувати». Розмовляла Валентина Малей // Галицькі контракти, № 28, липень 2002
- «Телебачення не може створити відчуття близькості» // Телекритика, 22.07.2005
- «Мої скандали створюють нову реальність». Розмовляла Леся Головата // Новий Погляд, 13.04.2007
- «Театралізація політики вже відбулась, попереду — карнавалізація суспільства». Записав Андрій *Маклаков в рамках проєкту «У дзеркалі українського культурного продукту» // Інтернет видання *"ДІАЛОГ.ua", 28.01.2008
- «Готовий стати перегноєм» // Український тиждень, № 26, 25.04.2008
- «Хочу, щоб у маршрутках обговорювали прем'єри нашого театру» // Про Все. Черкаси, 8.09.2012
- Сергій Проскурня: «Щоби ніхто не проклинав нас, ідучи Україною» // Zbruch, 10.03.2014

Публікації про Сергія Проскурню
- Юрій Андрухович. «Рекреації», роман (1990)
- Юрій Андрухович. «Аве, Крайслер!» (1993)
- Сергій Васильєв. Проскурня // Столичные новости, № 160, 27.03.2001
- Юрій Андрухович. «Таємниця» (2007)